# Centrolene savagei
Espèce
Synonymes
- Cochranella savagei Ruiz-Carranza & Lynch, 1991

Statut de conservation UICN

 LC  : Préoccupation mineure
Centrolene savagei est une espèce d'amphibiens de la famille des Centrolenidae.

## Répartition
Cette espèce est endémique de Colombie,. Elle se rencontre de 1 800 à 2 410 m d'altitude :
- sur le versant Ouest de la cordillère Centrale dans les départements de Quindío et de Risaralda ;
- sur le versant Est de la cordillère Centrale dans le département de Caldas ;
- sur le versant Ouest de la cordillère Occidentale dans le département de Valle del Cauca.

## Description

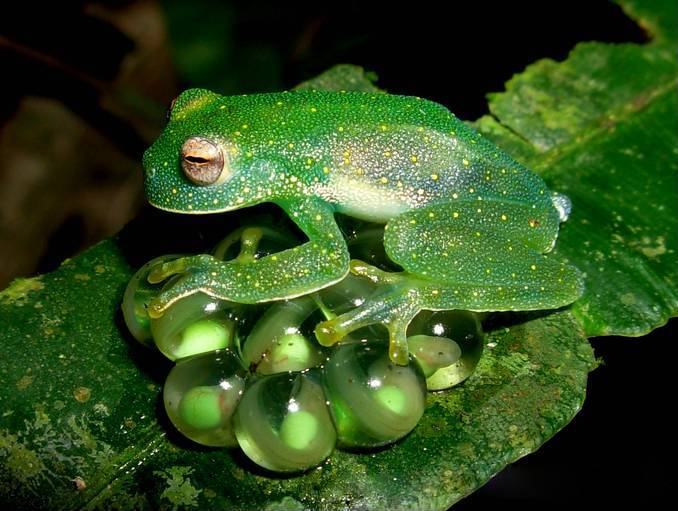
Centrolene savagei

Les mâles mesurent de 19,8 à 22,6 mm et les femelles de 23,3 à 23,9 mm.

## Étymologie
Cette espèce est nommée en l'honneur de Jay Mathers Savage.

## Publication originale
- Ruiz-Carranza & Lynch, 1991 : Ranas Centrolenidae de Colombia III. Nuevas especies de Cochranella  del grupo granulosa. Lozania, vol. 59, p. 1-18.